# Scherma ai Giochi della XIX Olimpiade - Spada a squadre maschile
La competizione della spada a squadre maschile  di scherma ai Giochi della XIX Olimpiade si tenne nei giorni 24 e 25 ottobre 1968 alla "Sala d’arme Fernando Montes de Oca" di Città del Messico.
L'Unione Sovietica era la favorita per l'oro dopo aver vinto gli ultimi due campionati del mondo e schierando il campione del mondo Aleksej Nikančikov e il campione olimpico a Tokyo Grigorij Kriss.
I sovietici non hanno avuto problemi a raggiungere la finale in cui avrebbero affrontato l'Ungheria, che era stata ugualmente impressionante nelle qualificazioni. Il campione ungherese Győző Kulcsár che ha vinto l’oro nella gara individuale ha perso sorprendentemente tutti i suoi incontri nella finale, ma grazie ai suoi compagni di squadra l’Ungheria sconfigge l'URSS per 7-4 e ottiene la medaglia d’oro.
La medaglia di bronzo è andata alla Polonia che ha sconfitto la Germania Ovest.

## Prima fase
5 gruppi. Le migliori 6 squadre, in base alla percentuale di vittorie/sconfitte e attacchi persi/attacchi persi, avanzano ai quarti di finale. le classificate dal 7º al 10º posto agli ottavi di finale.

### Gruppo A
Classifica
| Pos. | Nazione          | Vittorie | VI | SI | Incontri                    | Incontri          | Incontri               | Incontri              |
| Pos. | Nazione          | Vittorie | VI | SI | Unione Sovietica (bandiera) | Italia (bandiera) | Stati Uniti (bandiera) | Portogallo (bandiera) |
| ---- | ---------------- | -------- | -- | -- | --------------------------- | ----------------- | ---------------------- | --------------------- |
| 1    | Unione Sovietica | 3        | 33 | 12 | X                           | 10-4              | 10-6                   | 13-2                  |
| 2    | Italia           | 2        | 29 | 17 | 4-10                        | X                 | 10-6                   | 15-1                  |
| 3    | Stati Uniti      | 0        | 12 | 20 | 6-10                        | 6-10              | X                      | ND                    |
| 4    | Portogallo       | 0        | 3  | 28 | 2-13                        | 1-15              | ND                     | X                     |

Incontri
| Atleti (Vittorie individuali)                                                                       | Nazione | VT | VT | Nazione | Atleti (Vittorie individuali)                                                                       |
| --------------------------------------------------------------------------------------------------- | ------- | -- | -- | ------- | --------------------------------------------------------------------------------------------------- |
| Gianfranco Paolucci (4), Gianluigi Saccaro (3) Claudio Francesconi (2), Giovanni Battista Breda (1) | ITA     | 10 | 6  | USA     | Paul Pesthy (3), Stephen Netburn (2) David Micahnik (1), Daniel Cantillon (0)                       |
| Grigorij Kriss (4), Viktor Modzalevskij (3) Josif Vitebs'kyj (3), Jurij Smoljakov (3)               | URS     | 13 | 2  | POR     | Hélder Reis (2), José Pinheiro (0) João de Abreu (0), Francisco da Silva (0)                        |
| Aleksej Nikančikov (4), Josif Vitebs'kyj (3) Jurij Smoljakov (2), Viktor Modzalevskij (1)           | URS     | 10 | 5  | USA     | Stephen Netburn (2), Paul Pesthy (1) Robert Beck (1), David Micahnik (1)                            |
| Gianluigi Saccaro (4), Claudio Francesconi (4) Gianfranco Paolucci (4), Antonio Albanese (3)        | ITA     | 15 | 1  | POR     | João de Abreu (1), José Pinheiro (0) Hélder Reis (0), Francisco da Silva (0)                        |
| Jurij Smoljakov (4), Grigorij Kriss (3) Aleksej Nikančikov (2), Josif Vitebs'kyj (1)                | URS     | 10 | 4  | ITA     | Giovanni Battista Breda (2), Gianluigi Saccaro (1) Gianfranco Paolucci (1), Claudio Francesconi (0) |

### Gruppo B
Classifica
| Pos. | Nazione   | Vittorie | VI | SI | Incontri            | Incontri           | Incontri           | Incontri             |
| Pos. | Nazione   | Vittorie | VI | SI | Ungheria (bandiera) | Austria (bandiera) | Messico (bandiera) | Australia (bandiera) |
| ---- | --------- | -------- | -- | -- | ------------------- | ------------------ | ------------------ | -------------------- |
| 1    | Ungheria  | 3        | 33 | 9  | X                   | 8-3                | 11-4               | 14-2                 |
| 2    | Austria   | 2        | 25 | 18 | 3-8                 | X                  | 10-6               | 12-4                 |
| 3    | Messico   | 1        | 19 | 28 | 4-11                | 6-10               | X                  | 9-7                  |
| 4    | Australia | 0        | 13 | 35 | 2-14                | 4-12               | 7-9                | X                    |

Incontri
| Atleti (Vittorie individuali)                                                         | Nazione | VT | VT | Nazione | Atleti (Vittorie individuali)                                                         |
| ------------------------------------------------------------------------------------- | ------- | -- | -- | ------- | ------------------------------------------------------------------------------------- |
| Udo Birnbaum (3), Roland Losert (3) Herbert Polzhuber (2), Frank Battig (2)           | AUT     | 10 | 6  | MEX     | Carlos Calderón (3), Valeriano Pérez (2) Jorge Castillejos (1), Ernesto Fernández (0) |
| Pál B. Nagy (4), Csaba Fenyvesi (4) Pál Schmitt (3), Zoltán Nemere (3)                | HUN     | 14 | 2  | AUS     | Russell Hobby (1), Peter Macken (1) Graeme Jennings (0), Bill Ronald (0)              |
| Roland Losert (4), Frank Battig (3) Herbert Polzhuber (3), Udo Birnbaum (2)           | AUT     | 12 | 4  | AUS     | Russell Hobby (3), Duncan Page (1) Bill Ronald (0), Peter Macken (0)                  |
| Győző Kulcsár (4), Pál B. Nagy (3) Pál Schmitt (2), Csaba Fenyvesi (2)                | HUN     | 11 | 4  | MEX     | Jorge Castillejos (1), Valeriano Pérez (1) Ernesto Fernández (1), Carlos Calderón (1) |
| Zoltán Nemere (2), Pál Schmitt (2) Csaba Fenyvesi (2), Győző Kulcsár (2)              | HUN     | 8  | 3  | AUT     | Herbert Polzhuber (1), Frank Battig (1) Roland Losert (1), Udo Birnbaum (0)           |
| Jorge Castillejos (3), Ernesto Fernández (2) Valeriano Pérez (2), Carlos Calderón (1) | MEX     | 8  | 7  | AUS     | Duncan Page (3), Peter Macken (2) Graeme Jennings (1), Russell Hobby (1)              |

### Gruppo C
Classifica
| Pos. | Nazione      | Vittorie | VI | SI | Incontri           | Incontri                | Incontri          | Incontri             |
| Pos. | Nazione      | Vittorie | VI | SI | Polonia (bandiera) | Germania Est (bandiera) | Canada (bandiera) | Argentina (bandiera) |
| ---- | ------------ | -------- | -- | -- | ------------------ | ----------------------- | ----------------- | -------------------- |
| 1    | Polonia      | 3        | 35 | 13 | X                  | 9-7                     | 10-6              | 16-0                 |
| 2    | Germania Est | 2        | 34 | 14 | 7-9                | X                       | 14-2              | 13-3                 |
| 3    | Canada       | 0        | 8  | 24 | 6-10               | 2-14                    | X                 | ND                   |
| 4    | Argentina    | 0        | 3  | 29 | 0-16               | 3-13                    | ND                | X                    |

Incontri
| Atleti (Vittorie individuali)                                                              | Nazione | VT | VT | Nazione | Atleti (Vittorie individuali)                                                       |
| ------------------------------------------------------------------------------------------ | ------- | -- | -- | ------- | ----------------------------------------------------------------------------------- |
| Harry Fiedler (4), Klaus Dumke (4) Hans-Peter Schulze (3), Bernd Uhlig (3)                 | GDR     | 14 | 2  | CAN     | Peter Bakonyi (1), John Andru (1) Magdy Conyd (0), Gerry Wiedel (0)                 |
| Kazimierz Barburski (4), Bohdan Andrzejewski (4) Bogdan Gonsior (4), Michał Butkiewicz (4) | POL     | 16 | 0  | ARG     | Guillermo Saucedo (0), Alberto Balestrini (0) Guillermo Obeid (0), Omar Vergara (0) |
| Klaus Dumke (4), Harry Fiedler (3) Bernd Uhlig (3), Hans-Peter Schulze (3)                 | GDR     | 13 | 3  | ARG     | Guillermo Saucedo (2), Alberto Balestrini (1) Guillermo Obeid (0), Omar Vergara (0) |
| Bogdan Gonsior (3), Bohdan Andrzejewski (3) Kazimierz Barburski (2), Michał Butkiewicz (2) | POL     | 10 | 6  | CAN     | Magdy Conyd (3), Gerry Wiedel (2) Peter Bakonyi (1), John Andru (0)                 |
| Henryk Nielaba (3), Bohdan Andrzejewski (3) Bogdan Gonsior (2), Michał Butkiewicz (1)      | POL     | 9  | 7  | GDR     | Hans-Peter Schulze (3), Bernd Uhlig (3) Harry Fiedler (1), Klaus Dumke (0)          |

### Gruppo D
Classifica
| Pos. | Nazione        | Vittorie | VI | SI | Incontri                  | Incontri          | Incontri            | Incontri           |
| Pos. | Nazione        | Vittorie | VI | SI | Germania Ovest (bandiera) | Svezia (bandiera) | Svizzera (bandiera) | Irlanda (bandiera) |
| ---- | -------------- | -------- | -- | -- | ------------------------- | ----------------- | ------------------- | ------------------ |
| 1    | Germania Ovest | 3        | 35 | 8  | X                         | 9-2               | 11-5                | 15-1               |
| 2    | Svezia         | 2        | 26 | 16 | 2-9                       | X                 | 11-4                | 13-3               |
| 3    | Svizzera       | 0        | 9  | 22 | 5-11                      | 4-11              | X                   | ND                 |
| 4    | Irlanda        | 0        | 4  | 28 | 1-15                      | 3-13              | ND                  | X                  |

Incontri
| Atleti (Vittorie individuali)                                                 | Nazione | VT | VT | Nazione | Atleti (Vittorie individuali)                                                     |
| ----------------------------------------------------------------------------- | ------- | -- | -- | ------- | --------------------------------------------------------------------------------- |
| Franz Rompza (4), Paul Gnaier (4) Max Geuter (4), Dieter Jung (3)             | FRG     | 15 | 1  | IRL     | John Bouchier-Hayes (1), Fionbarr Farrell (0) Michael Ryan (0), Colm O'Brien (0)  |
| Dicki Sörensen (3), Orvar Lindwall (3) Carl von Essen (3), Rolf Edling (2)    | SWE     | 11 | 4  | SUI     | Denys Chamay (2), Peter Lötscher (1) Christian Kauter (1), Alexandre Bretholz (0) |
| Max Geuter (3), Fritz Zimmermann (3) Franz Rompza (3), Paul Gnaier (2)        | FRG     | 11 | 5  | SUI     | Denys Chamay (3), Peter Lötscher (1) Christian Kauter (1), Michel Steininger (0)  |
| Carl von Essen (4), Rolf Edling (4) Lars-Erik Larsson (3), Dicki Sörensen (2) | SWE     | 13 | 3  | IRL     | John Bouchier-Hayes (2), Fionbarr Farrell (1) Colm O'Brien (0), Michael Ryan (0)  |
| Dieter Jung (3), Max Geuter (3) Fritz Zimmermann (2), Franz Rompza (1)        | FRG     | 9  | 2  | SWE     | Lars-Erik Larsson (2), Orvar Lindwall (0) Rolf Edling (0), Carl von Essen (0)     |

### Gruppo E
Classifica
| Pos. | Nazione       | Vittorie | VI | SI | Incontri                 | Incontri           | Incontri           | Incontri        |
| Pos. | Nazione       | Vittorie | VI | SI | Gran Bretagna (bandiera) | Francia (bandiera) | Brasile (bandiera) | Cuba (bandiera) |
| ---- | ------------- | -------- | -- | -- | ------------------------ | ------------------ | ------------------ | --------------- |
| 1    | Gran Bretagna | 3        | 33 | 12 | X                        | 9-4                | 10-6               | 14-2            |
| 2    | Francia       | 2        | 30 | 14 | 4-9                      | X                  | 13-3               | 13-2            |
| 3    | Brasile       | 0        | 9  | 23 | 6-10                     | 3-13               | X                  | ND              |
| 4    | Cuba          | 0        | 4  | 27 | 2-14                     | 2-13               | ND                 | X               |

Incontri
| Atleti (Vittorie individuali)                                                           | Nazione | VT | VT | Nazione | Atleti (Vittorie individuali)                                                         |
| --------------------------------------------------------------------------------------- | ------- | -- | -- | ------- | ------------------------------------------------------------------------------------- |
| François Jeanne (4), Claude Bourquard (3) Yves Boissier (3), Jacques La Degaillerie (3) | FRA     | 13 | 2  | CUB     | Orlando Ruíz (2), Gustavo Oliveros (0) Manuel González (0), José Antonio Díaz (0)     |
| Nicholas Halsted (4), Teddy Bourne (3) Bill Hoskyns (2), Ralph Johnson (1)              | GBR     | 10 | 6  | BRA     | Arthur Cramer (3), Darío Amaral (2) José Maria Pereira (1), Carlos Couto (0)          |
| Yves Boissier (4), Jean-Pierre Allemand (4) François Jeanne (3), Claude Bourquard (2)   | FRA     | 13 | 3  | BRA     | Carlos Couto (1), Darío Amaral (1) Arthur Cramer (1), José Maria Pereira (0)          |
| Nicholas Halsted (4), Teddy Bourne (4) Bill Hoskyns (4), Peter Jacobs (2)               | GBR     | 14 | 2  | CUB     | Manuel González (1), Gustavo Oliveros (1) José Antonio Díaz (0), Orlando Ruíz (0)     |
| Ralph Johnson (3), Bill Hoskyns (3) Teddy Bourne (2), Nicholas Halsted (1)              | GBR     | 9  | 4  | FRA     | Jean-Pierre Allemand (2), François Jeanne (2) Claude Bourquard (0), Yves Boissier (0) |

## Eliminazione diretta
|  | Preliminare  | Preliminare  | Preliminare |  |  | Quarti di finale | Quarti di finale | Quarti di finale |   |                  | Semifinali       | Semifinali | Semifinali |         |         | Finale  | Finale | Finale |
|  |              |              |             |  |  |                  |                  |                  |   |                  |                  |            |            |         |         |         |        |        |
|  |              |              |             |  |  |                  |                  |                  |   |                  |                  |            |            |         |         |         |        |        |
|  |              |              |             |  |  | Ungheria         | Ungheria         | 9                |   |                  |                  |            |            |         |         |         |        |        |
|  | Germania Est | Germania Est | 8 (59)      |  |  | Germania Est     | Germania Est     | 3                |   |                  |                  |            |            |         |         |         |        |        |
|  | Svezia       | Svezia       | 8 (58)      |  |  |                  |                  |                  |   | Ungheria         | Ungheria         | 9          |            |         |         |         |        |        |
|  |              |              |             |  |  |                  | Polonia          | Polonia          | 5 |                  |                  |            |            |         |         |         |        |        |
|  |              |              |             |  |  | Polonia          | Polonia          | 9                |   |                  |                  |            |            |         |         |         |        |        |
|  |              |              |             |  |  | Francia          | Francia          | 7                |   |                  |                  |            |            |         |         |         |        |        |
|  |              |              |             |  |  |                  |                  |                  |   |                  | Ungheria         | Ungheria   | 7          |         |         |         |        |        |
|  |              |              |             |  |  |                  | Unione Sovietica | Unione Sovietica | 4 |                  |                  |            |            |         |         |         |        |        |
|  |              |              |             |  |  | Unione Sovietica | Unione Sovietica | 7                |   |                  |                  |            |            |         |         |         |        |        |
|  | Italia       | Italia       | 8           |  |  | Italia           | Italia           | 0                |   |                  |                  |            |            |         |         |         |        |        |
|  | Austria      | Austria      | 2           |  |  |                  |                  |                  |   | Unione Sovietica | Unione Sovietica | 9          |            | 3 posto | 3 posto | 3 posto |        |        |
|  |              |              |             |  |  |                  | Germania Ovest   | Germania Ovest   | 3 |                  |                  |            |            |         |         |         |        |        |
|  |              |              |             |  |  | Germania Ovest   | Germania Ovest   | 9                |   |                  |                  |            |            |         | Polonia | Polonia | 9      |        |
|  |              |              |             |  |  | Gran Bretagna    | Gran Bretagna    | 5                |   | Germania Ovest   | Germania Ovest   | 6          |            |         |         |         |        |        |
|  |              |              |             |  |  |                  |                  |                  |   |                  |                  |            |            |         |         |         |        |        |

|  | Semifinali 5º posto | Semifinali 5º posto | Semifinali 5º posto |        |              | Finale 5º posto | Finale 5º posto | Finale 5º posto |  |
|  |                     |                     |                     |        |              |                 |                 |                 |  |
|  | Germania Est        | Germania Est        | 8                   |        |              |                 |                 |                 |  |
|  | Germania Est        | Germania Est        | 8                   |        |              |                 |                 |                 |  |
|  | Francia             | Francia             | 4                   |        |              |                 |                 |                 |  |
|  | Francia             | Francia             | 4                   |        | Germania Est | Germania Est    | 9               |                 |  |
|  |                     |                     |                     |        | Germania Est | Germania Est    | 9               |                 |  |
|  |                     |                     | Italia              | Italia | 6            |                 |                 |                 |  |
|  | Italia              | Italia              | Italia              | Italia | 6            | 9               |                 |                 |  |
|  | Italia              | Italia              |                     |        |              |                 |                 |                 |  |
|  | Gran Bretagna       | Gran Bretagna       | 4                   |        |              |                 |                 |                 |  |

### Preliminare
| Atleti (Vittorie individuali)                                                                    | Nazione | VT     | VT     | Nazione | Atleti (Vittorie individuali)                                                    |
| ------------------------------------------------------------------------------------------------ | ------- | ------ | ------ | ------- | -------------------------------------------------------------------------------- |
| Bernd Uhlig (3), Harry Fiedler (3) Klaus Dumke (2), Hans-Peter Schulze (0)                       | GDR     | 8 (59) | 8 (58) | SWE     | Carl von Essen (4), Dicki Sörensen (2) Orvar Lindwall (1), Lars-Erik Larsson (1) |
| Gianluigi Saccaro (3), Giovanni Battista Breda (2) Antonio Albanese (2), Gianfranco Paolucci (1) | ITA     | 8      | 2      | AUT     | Roland Losert (2), Herbert Polzhuber (0) Frank Battig (0), Udo Birnbaum (0)      |

### Quarti di finale
| Atleti (Vittorie individuali)                                                         | Nazione | VT | VT | Nazione | Atleti (Vittorie individuali)                                                                    |
| ------------------------------------------------------------------------------------- | ------- | -- | -- | ------- | ------------------------------------------------------------------------------------------------ |
| Pál B. Nagy (3), Zoltán Nemere (3) Csaba Fenyvesi (2), Pál Schmitt (1)                | HUN     | 9  | 3  | GDR     | Bernd Uhlig (1), Hans-Peter Schulze (1) Klaus Dumke (1), Harry Fiedler (0)                       |
| Michał Butkiewicz (3), Bogdan Gonsior (2) Bohdan Andrzejewski (2), Henryk Nielaba (2) | POL     | 9  | 7  | FRA     | Jean-Pierre Allemand (3), Yves Boissier (2) Jacques La Degaillerie (1), François Jeanne (1)      |
| Aleksej Nikančikov (3), Grigorij Kriss (2) Josif Vitebs'kyj (2), Jurij Smoljakov (0)  | URS     | 7  | 0  | ITA     | Antonio Albanese (0), Gianluigi Saccaro (0) Gianfranco Paolucci (0), Giovanni Battista Breda (0) |
| Franz Rompza (3), Fritz Zimmermann (2) Dieter Jung (2), Max Geuter (2)                | FRG     | 9  | 5  | GBR     | Bill Hoskyns (2), Nicholas Halsted (1) Teddy Bourne (1), Ralph Johnson (1)                       |

### Semifinali 5º posto
| Atleti (Vittorie individuali)                                                                       | Nazione | VT | VT | Nazione | Atleti (Vittorie individuali)                                                                  |
| --------------------------------------------------------------------------------------------------- | ------- | -- | -- | ------- | ---------------------------------------------------------------------------------------------- |
| Klaus Dumke (2), Harry Fiedler (2) Bernd Uhlig (2), Hans-Peter Schulze (2)                          | GDR     | 8  | 4  | FRA     | Jacques La Degaillerie (2), François Jeanne (1) Claude Bourquard (1), Jean-Pierre Allemand (0) |
| Claudio Francesconi (3), Giovanni Battista Breda (2) Gianfranco Paolucci (2), Gianluigi Saccaro (2) | ITA     | 9  | 4  | GBR     | Ralph Johnson (2), Nicholas Halsted (1) Bill Hoskyns (1), Teddy Bourne (0)                     |

### Semifinali 1º posto
| Atleti (Vittorie individuali)                                                            | Nazione | VT | VT | Nazione | Atleti (Vittorie individuali)                                                           |
| ---------------------------------------------------------------------------------------- | ------- | -- | -- | ------- | --------------------------------------------------------------------------------------- |
| Győző Kulcsár (3), Zoltán Nemere (3) Pál B. Nagy (2), Csaba Fenyvesi (1)                 | HUN     | 9  | 5  | POL     | Bogdan Gonsior (2), Bohdan Andrzejewski (2) Henryk Nielaba (1), Kazimierz Barburski (0) |
| Aleksej Nikančikov (3), Josif Vitebs'kyj (3) Viktor Modzalevskij (2), Grigorij Kriss (1) | URS     | 9  | 3  | FRG     | Max Geuter (1), Fritz Zimmermann (1) Franz Rompza (1), Dieter Jung (0)                  |

### Finale 5º posto
| Atleti (Vittorie individuali)                                              | Nazione | VT | VT | Nazione | Atleti (Vittorie individuali)                                                                       |
| -------------------------------------------------------------------------- | ------- | -- | -- | ------- | --------------------------------------------------------------------------------------------------- |
| Bernd Uhlig (3), Klaus Dumke (2) Hans-Peter Schulze (2), Harry Fiedler (2) | GDR     | 9  | 6  | ITA     | Gianfranco Paolucci (3), Claudio Francesconi (2) Giovanni Battista Breda (1), Gianluigi Saccaro (0) |

### Finale 3º posto
| Atleti (Vittorie individuali)                                                         | Nazione | VT | VT | Nazione | Atleti (Vittorie individuali)                                          |
| ------------------------------------------------------------------------------------- | ------- | -- | -- | ------- | ---------------------------------------------------------------------- |
| Bohdan Andrzejewski (3), Michał Butkiewicz (3) Bogdan Gonsior (2), Henryk Nielaba (1) | POL     | 9  | 6  | FRG     | Dieter Jung (3), Franz Rompza (1) Fritz Zimmermann (1), Max Geuter (1) |

### Finale 1º posto
| Atleti (Vittorie individuali)                                            | Nazione | VT | VT | Nazione | Atleti (Vittorie individuali)                                                        |
| ------------------------------------------------------------------------ | ------- | -- | -- | ------- | ------------------------------------------------------------------------------------ |
| Csaba Fenyvesi (3), Zoltán Nemere (3) Pál Schmitt (1), Győző Kulcsár (0) | HUN     | 7  | 4  | URS     | Grigorij Kriss (2), Josif Vitebs'kyj (1) Aleksej Nikančikov (1), Jurij Smoljakov (0) |

## Podio
| Oro                                                                         | Argento                                                                                                 | Bronzo                                                                                          |
| Ungheria Zoltán Nemere Győző Kulcsár Pál B. Nagy Csaba Fenyvesi Pál Schmitt | Unione Sovietica Grigorij Kriss Viktor Modzalevskij Josif Vitebs'kyj Aleksej Nikančikov Jurij Smoljakov | Polonia Bohdan Andrzejewski Michał Butkiewicz Bogdan Gonsior Henryk Nielaba Kazimierz Barburski |